# Geografia del Canada

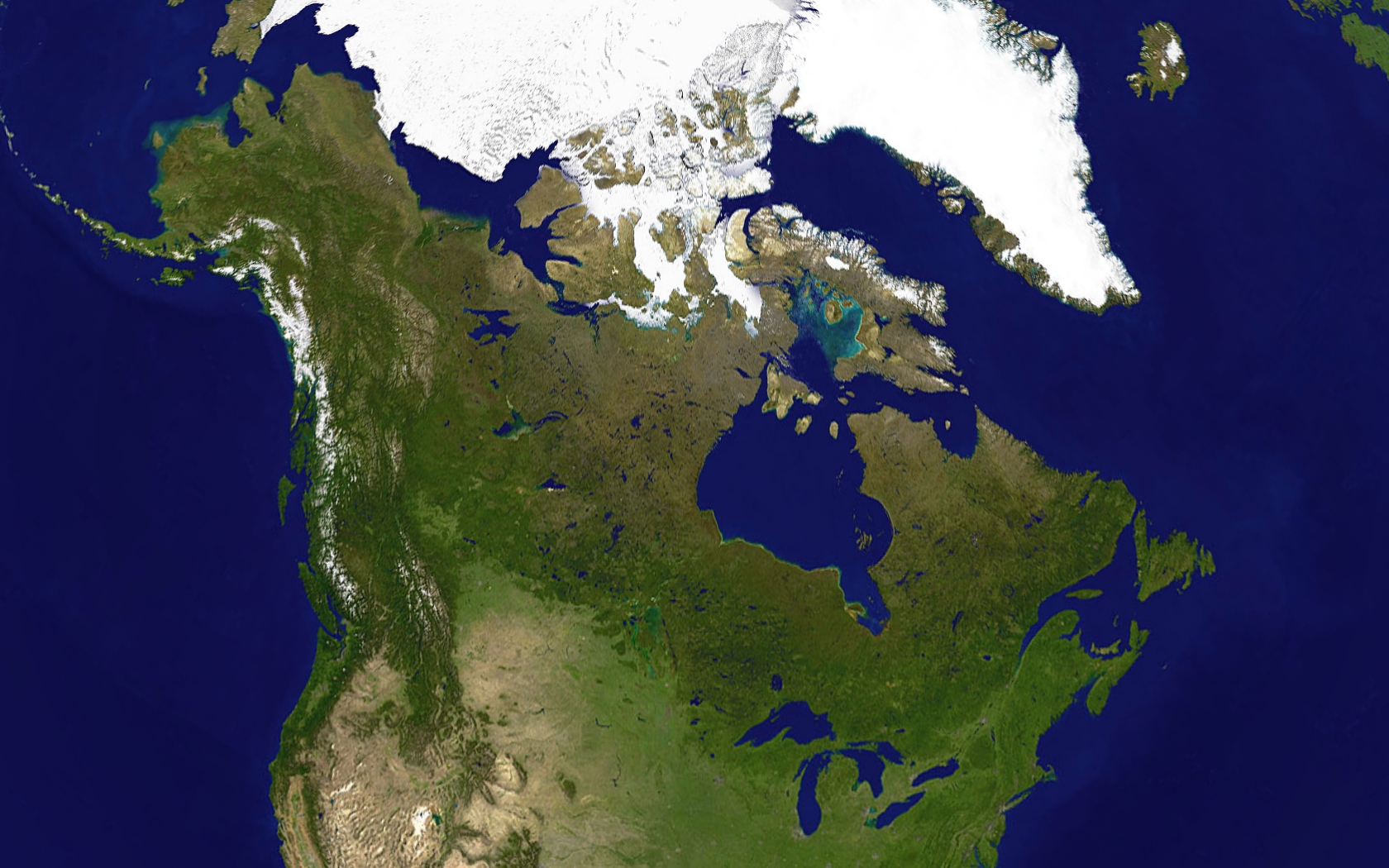
Un'immagine da satellite del Canada. Le foreste boreali si distendono su quasi tutto il territorio del Canada, il ghiaccio predomina nelle regioni artiche ed in corrispondenza delle Montagne Rocciose, mentre le praterie centrali favoriscono l'agricoltura. I Grandi Laghi riforniscono il fiume San Lorenzo che scorre nelle pianure sud orientali dove risiede la maggior parte della popolazione.

La geografia del Canada è molto varia. Occupando una vasta parte del continente nordamericano (precisamente il 41%), il Canada è il secondo tra gli Stati del mondo per superficie, dietro la Russia.
Il Canada copre un territorio molto esteso compreso tra l'Oceano Pacifico ad ovest e l'Oceano Atlantico ad est (da qui il motto della nazione), e tra gli Stati Uniti d'America a sud e a nord-ovest (con l'Alaska), e l'Oceano Artico a nord. La Groenlandia è situata a nord-est.
Non molto a sud di Terranova si trova Saint-Pierre e Miquelon, comunità d'oltremare appartenente alla Francia. Dal 1925 il Canada rivendica la proprietà della porzione di Artide compresa tra i 60° ed i 141°O rispetto al polo nord; questa richiesta però non è universalmente riconosciuta.
Coprendo 9984670 km² (di cui 9093507 km² di terra e 891163 km² di acqua), il Canada è grande quanto tre quinti della Russia, 1,3 volte più vasto dell'Australia, ma poco più piccolo dell'Europa. Rispetto a Stati Uniti e Cina, la superficie terrestre è minore, nonostante quella totale sia leggermente maggiore.
L'insediamento più a nord del Canada (e nel mondo) è il Canadian Forces Station (CFS) Alert, a nord di Alert, nel Nunavut, sull'estremità nord dell'isola di Ellesmere, alla latitudine di 82,5°N, a 834 km dal Polo nord.
Il polo nord magnetico giace all'interno dei confini canadesi, ma recenti misure indicano che si sta spostando verso la Siberia.

## Geografia fisica
Il Canada possiede un'ampia varietà di regioni fisiche contenute nel suo ampio territorio, tra cui molti territori marittimi, e la linea di costa più lunga del mondo (202.080 km).
Il Canada per estensione è secondo solo alla Russia. Basta pensare che il Parco Nazionale Point Pelee, nei pressi del Lago Erie, è alla stessa latitudine dell'Italia centrale, mentre l'estremo nord del paese è a circa 800 km dal Polo nord. Il paese si estende in senso longitudinale per 5600 km ed è attraversato da ben sei fusi orari; ovviamente, anche il clima, i paesaggi e gli insediamenti sono molto differenti. Tuttavia, i territori a nord del circolo polare artico sono in pratica disabitati, così come lo Scudo canadese che occupa circa la metà del paese.

### Monti Appalachi
La catena montuosa degli Appalachi si estende dall'Alabama, nel sud degli Stati Uniti d'America, fino alla penisola Gaspé, le province atlantiche e il Québec, creando sistemi collinari e vallate in cui scorrono vari fiumi.
Gli Appalachi, e in modo specifico il monte Notre-Dame, e le Long Range Mountains fanno parte di una vecchia catena montuosa erosa, di circa 380 milioni di anni. Le vette principali sono il monte Jacques-Cartier (Québec, 1.268 m) e il monte Carleton (Nuovo Brunswick, 817 m).
Parte degli Appalachi ospita una ricca flora e fauna endemiche e alcune zone sono ritenute esser state dei nunatak durante l'ultima era glaciale.

### I Grandi Laghi ed il bacino del fiume San Lorenzo

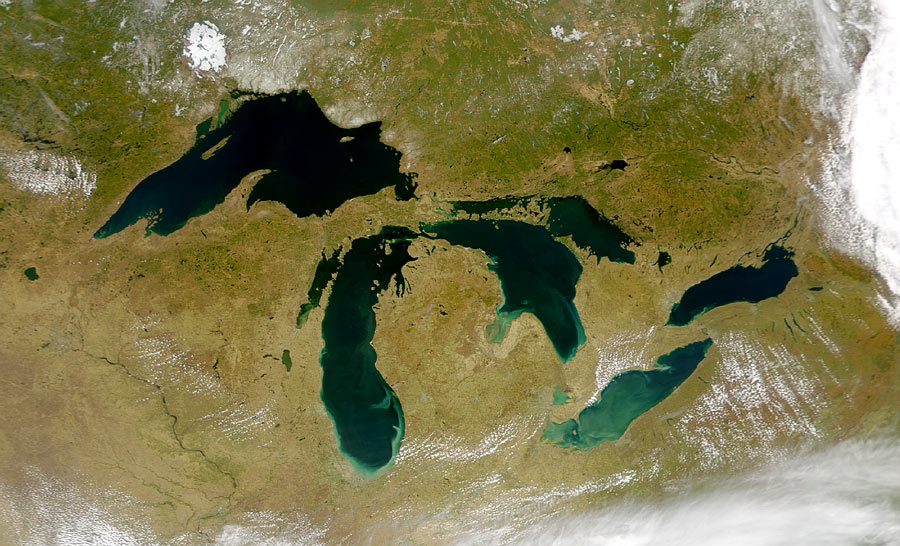
I Grandi Laghi visti da satellite

La regione meridionale del Québec e dell'Ontario, che comprende la zona dei Grandi Laghi ed il bacino del fiume San Lorenzo, è una pianura sedimentaria particolarmente ricca. Prima della colonizzazione e dello sviluppo delle città avvenuto particolarmente nel XX secolo, quest'area ospitava grandi foreste miste che coprivano quasi interamente il suolo pianeggiante tra lo scudo canadese e gli Appalachi. Gran parte di queste foreste sono state tagliate per lasciare posto all'insediamento ed all'agricoltura, ma le restanti zone sono ora protette.
Il profilo di queste pianure è molto regolare e quasi completamente piatto, mentre svetta un gruppo di batoliti, conosciuto come le Monteregian Hills, che si estende regolarmente lungo quest'area. Da notare i monti Royal e Saint-Hilaire, famosi per la loro ricchezza di minerali rari.

### Lo scudo canadese
Si estende per poco meno di 7 milioni di km² (occupando poco più della meta del territorio) ed è una massa rocciosa spianata dall'azione dei ghiacciai che si estende ad arco intorno alla Baia di Hudson. A sud arriva a sfiorare i Grandi Laghi, formando una barriera naturale ampia migliaia di chilometri tra l'Ontario meridionale e il Manitoba. Le rocce dello scudo si formarono circa 2 miliardi di anni fa ed attualmente sono composte principalmente da gneiss e graniti. Durante le ere glaciali, i movimenti dei ghiacciai erosero gli strati superficiali, creando anche numerosi laghi. Lungo il bordo meridionale, lo scudo prende il nome di "altopiano laurenziano", scendendo dolcemente al livello del mare lungo le rive della Baia di Hudson, mentre ad est si alza sul Bacino del Labrador con cime oltre i 1500 metri e a nord si estende la tundra. A sud invece si estende la taiga e, sebbene quest'area abbia un suolo di tipo argilloso, i tentativi di sfruttamento agricolo hanno ottenuto scarso successo.
La fauna selvatica era la grande risorsa dello scudo, fornendo ai nativi sostentamento e pelli da commerciare. Inoltre, fin dalla fine del XIX secolo le risorse minerarie sono sfruttate, mentre il taglio del legname e la selvicoltura sono la spina dorsale dell'economia della zona.

### Pianure interne
Le pianure canadesi sono parte di una grande pianura sedimentaria che copre la maggior parte dell'Alberta, il sud del Saskatchewan, e la regione sud-occidentale del Manitoba, come pure la zona compresa tra le Montagne Rocciose e i laghi Great Slave e Great Bear nei Territori del Nord-Ovest.
Le praterie essendo quasi completamente piatte consentono l'espansione del suolo coltivabile che viene principalmente sfruttato con campi di grano. Alcune aree sono però collinose, come le Cypress Hills e le Alberta Badlands.

### Artide canadese
Mentre la parte più vasta dell'Artide canadese sembra composta da un ghiaccio perenne senza fine, e tundra, comprende anche regioni geologiche di varia natura: la regione Inuit, con le catene dell'Impero Britannico e degli Stati Uniti sull'isola Ellesmere ospitano le catene montuose più settentrionali del mondo; le pianure artiche e della baia di Hudson si trovano sullo scudo canadese. Il suolo è quasi interamente permafrost e rende molto difficili le costruzioni, e l'agricoltura virtualmente impossibile.
L'Artide, definito come la regione a nord della linea degli alberi, copre gran parte del Nunavut, e le regioni più settentrionali di Yukon, Territori del Nord-Ovest, Manitoba, Québec, Ontario e Labrador.

## Idrografia
Il Canada possiede grandi riserve d'acqua: il 7% dell'acqua dolce del mondo, ed il terzo ammasso di ghiacciai del mondo, dopo l'Antartide e la Groenlandia.

### Laghi
Grazie alle glaciazioni il Canada ospita più di due milioni di laghi: di quelli interni al Canada, più di 31.000 hanno una superficie compresa fra 3 e 100 km², mentre 563 sono più grandi di 100 km².

### Fiumi

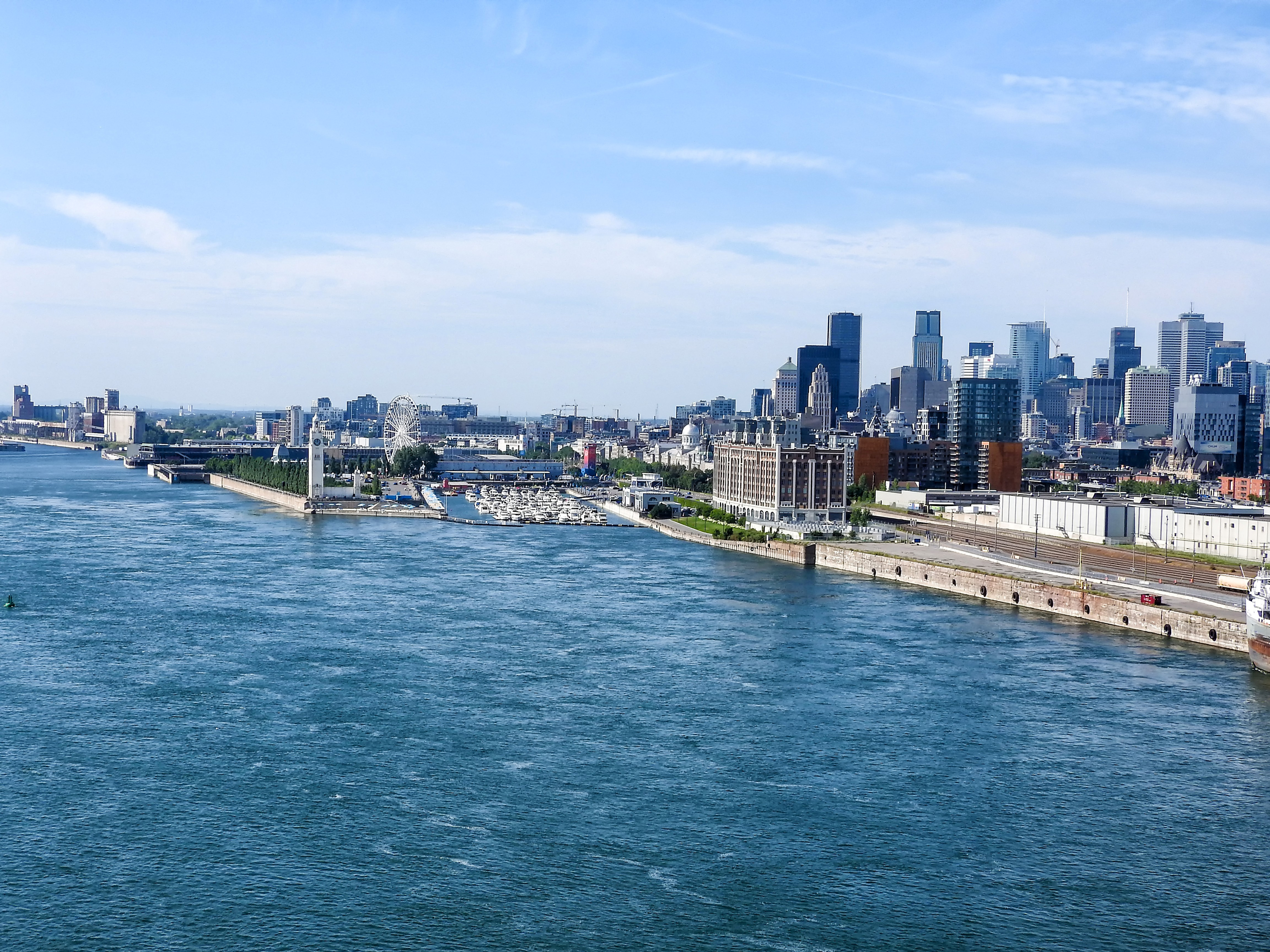
Il fiume San Lorenzo a Montréal.

Ci sono 4 principali bacini acquiferi in Canada: il bacino artico, quello atlantico, quello pacifico, il bacino della Baia di Hudson.
Il bacino atlantico è dovuto all'importante fiume San Lorenzo e ai suoi affluenti, tra cui i fiumi Saguenay, Manicouagan e Outaouais. Questo bacino bagna tutte le province atlantiche (anche parti del Québec e del Labrador), gran parte del Québec non abitato e del sud dell'Ontario. I Grandi Laghi, il Lago Nipigon, il fiume Churchill ed il fiume St. John sono altri elementi importanti del bacino atlantico.
Il bacino della baia di Hudson bagna un terzo del Canada. Copre l'Ontario e il Québec settentrionali, il Manitoba, gran parte del Saskatchewan, il sud dell'Alberta, la parte sud occidentale del Nunavut e quella meridionale dell'Isola Baffin. Questo bacino è il più importante al fine di combattere la siccità nelle praterie e per produrre energia idroelettrica, specialmente in Manitoba, Ontario e Québec. Gli elementi principali di questo bacino comprendono il lago Winnipeg, i fiumi Nelson, North Saskatchewan, South Saskatchewan, Assiniboine ed il lago Netiling.
La divisione continentale del Nord America, nelle Montagne Rocciose, separa il bacino pacifico, nella Columbia Britannica e nello Yukon, dai bacini artico e della baia di Hudson. Questo bacino è importante per l'irrigazione delle coltivazioni nella Columbia Britannica, nelle valli dei fiumi Okanagan e Kootenay, e per produrre energia idroelettrica. Il fiume Yukon, il fiume Columbia ed il Fraser sono i maggiori elementi di questo bacino.
Il settentrione dell'Alberta, del Manitoba e della Columbia Britannica, i Territori del Nord-Ovest, ed il Nunavut sono bagnati dal bacino artico. A differenza dei precedenti, questo è poco sfruttato da centrali idroelettriche, fatta eccezione per il fiume Mackenzie, il fiume più lungo in Canada. I fiumi Peace e Athabasca, i laghi Grande Lago degli Orsi e Grande Lago degli Schiavi (che sono rispettivamente il più grande ed il secondo più grande interamente compresi in Canada) sono elementi significanti di questo bacino. Ognuno di questi elementi è unito al Mackenzie, che quindi trasporta la maggior parte dell'acqua del bacino Artico.

## Geografia floristica
I principali biomi del Canada sono:
- Tundra
- Foresta boreale, detta anche Taiga
- Foresta mista
- Foresta temperata
- Prateria
- Montagne Rocciose - la vegetazione comprende vari tipi di tundra e foreste
- Foresta temperata di conifere

## Geografia umana
Il Canada è diviso in tredici province e territori. Secondo le statistiche dell'ufficio federale canadese Statistics Canada, il 79% della popolazione è concentrata lungo 150 chilometri al confine con gli Stati Uniti, il 70% vive al di sotto del 49º parallelo Nord nord, e più del 60% della popolazione vive lungo i Grandi Laghi ed il fiume San Lorenzo, tra Windsor (Ontario) e Québec. La densità di popolazione è di 3.5 persone / km², tra le più basse nel mondo. Nonostante ciò, il 79.7% della popolazione risiede in aree urbane, dove la densità sta aumentando.
Il Canada condivide con gli Stati Uniti il confine non difeso più lungo al mondo: 8.893 km, di cui 2.477 km con l'Alaska. La Groenlandia, isola indipendente danese, giace a nord-est, separata dalle isole artiche canadesi con la baia di Baffin e lo stretto di Davis. L'isola francese Saint-Pierre e Miquelon si trova a sud della costa del Terranova ed ha un territorio sul mare minimo nella zona economica esclusiva canadese.
La vicinanza geografica agli Stati Uniti, ha storicamente unito i due paesi anche nella condotta politica. La posizione in relazione a Stati Uniti e Unione Sovietica (oggi Russia) era strategicamente importante durante la guerra fredda, in quanto la rotta verso il polo nord tramite il Canada era la più breve per i missili balistici intercontinentali. Dalla fine della guerra fredda, c'è stata una crescente speculazione sull'artico canadese che potrebbe diventare ancora più importante se il riscaldamento globale scioglie il ghiaccio per aprire il passaggio a nord-ovest.
Allo stesso modo, la condivisa isola di Hans (su cui condivide il confine con la Danimarca) nello stretto di Nares tra l'isola Ellesmere e la Groenlandia del nord potrebbe essere motivo di rivendicazioni canadesi sull'Artico.
Come i Quattro Angoli statunitensi, anche il Canada ha un punto in comune a due province e due territori, vicino al lago Kasba.

## Problemi ambientali
Il permafrost nel sud del paese è un serio ostacolo per lo sviluppo, mentre i cicloni che si formano ad est delle Montagne Rocciose come risultato dello scontro tra le masse d'aria dall'Artico, dal Pacifico e dal centro del Nord America, creano la maggior parte della pioggia e della neve che interessano il Canada.
L'inquinamento dell'aria e le risultanti piogge acide, colpiscono i laghi e rovinano le foreste. Lo smaltimento dei metalli, gli impianti a carbone e le emissioni dei veicoli hanno un importante impatto sulla produttività agricola e forestale. Anche le acque degli oceani vengono contaminate a causa delle attività agricole, industriali, minerarie e forestali.

## Punti estremi
Canada
- Punto più settentrionale
  - terra: Cape Columbia, Isola Ellesmere, Nunavut - 83°06'N, 69°57'O
  - acqua: Polo nord - 90°N
- Punto più meridionale: Middle Island, Ontario - 41°41'N, 82°40'O
- Punto più occidentale: confine Yukon-Alaska - 141°00'O
- Punto più orientale: Cape Spear, Terranova - 47°31'N, 52°37'O 47°31′24″N 52°37′10″W

Canada (continentale)
- Punto più settentrionale: Murchison Promontory sulla penisola Boothia, Nunavut - 71°58'N
- Punto più meridionale: Point Pelee National Park, Ontario - 41°58'N
- Punto più occidentale: confine Yukon-Alaska - 141°00'O
- Punto più orientale: Cape St. Charles, Labrador - 52°13'N, 55°37'O 52°13′03″N 55°37′15″W

Altezze massime
- Punto più basso: livello del mare - 0 m
- Punto più alto: Monte Logan - 5,959 m

### Geografia provinciale
- Geografia dell'Alberta
- Geografia della Columbia Britannica
- Geografia del Manitoba
- Geografia di Terranova e Labrador
- Geografia del Nuovo Brunswick
- Geografia della Nuova Scozia
- Geografia del Nunavut
- Geografia dell'Ontario
- Geografia del Québec
- Geografia del Saskatchewan
- Geografia dei Territori del Nord-Ovest
- Geografia dello Yukon